# ウィリアム・ピュー
ウィリアム・ピュー（William Pugh、1994年/1995年 - ）は、イギリスのゲームクリエイター。『The Stanley Parable』の開発で知られる。2015年に、インディーゲーム開発スタジオCrows Crows Crowsを設立した。

## 経歴
美術教師の両親を持ち、6歳の時に病院を訪れた際にNINTENDO 64をプレイし、ビデオゲームに興味を持ち始める。リーズ芸術大学にて2週間在籍していたが、ビデオゲームに取り組むため中退した。ビデオゲームの環境デザインに関する知識は、Valve Corporationによるビデオゲームのmodに取り組むことから得ている。これまで制作したものでは、『Team Fortress 2』のステージ、『Left 4 Dead 2』のキャンペーン、『Portal』のパズルなどがある。彼の作品は、『Team Fortress 2』ベースの作品に対して行われるファン投票の賞であるSaxxy Awardsを受賞している。
『The Stanley Parable』として知られている『ハーフライフ2』のSource Engine製のmodは、『Minecraft』の製作者であるマルクス・ペルソンのTwitterにて最初に耳にした。彼はより大きなプロジェクトに取り組みたいと考えていた為、modの製作者であるデイヴィー・レデン（Davey Wreden）に連絡を入れ、ゲームのリメイクであるスタンドアローン版を共に開発することになる。ゲームの開発には2年かかっており、主にDropboxとSkypeを介して作業が行われた。ピューはゲームのリリースに続き、無名のゲーム開発スタジオを立ち上げ、プロジェクトにいくつか取り組み、「自分達には資金とただ野性的になれる自由を持っているので、まさにそういうことを行ってきた」と述べている。また、2015 Game Developers Conferenceでは『The Stanley Parable』の開発について発表を行っている。ゲームのリリースを振り返り、ピューはサウンドとテクスチャの編集に関する技術的な仕事にはあまり興味はなく、代わりにそれらの仕事を外注しての執筆に集中することを好むと語っている。

## Crows Crows Crows

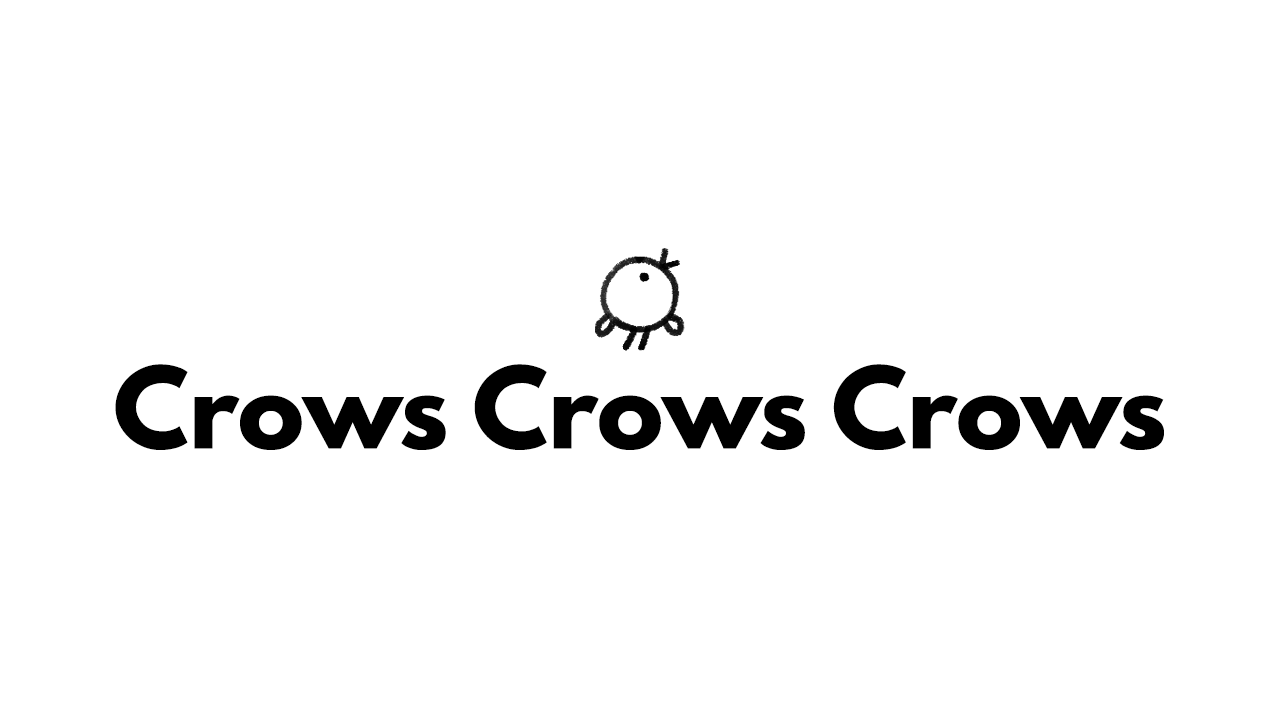
Crows Crows Crowsの公式ロゴ

2015年10月に、インディーゲーム開発スタジオCrows Crows Crowsを設立した。スタジオは、ウェブサイトでインタラクティブティザーを使った名称のない最初のゲームをリリースしている。
2015年12月にスタジオの処女作であるフリーゲーム『Dr. Langeskov, The Tiger, and The Terribly Cursed Emerald: A Whirlwind Heist』をリリース。ビデオゲームのデモンストレーションの舞台裏の要素を探索し、対話しながら進むメタフィクションゲームで、『リック・アンド・モーティ』のジャスティン・ロイランドとサイモン・アムステルが声を務めている。
itch.ioのプラットフォームを使用したゲームも2作品リリースしている。『The Magpie Collection』は、ベルリンで開催された2015 A MAZEにて複数の開発者から盗まれた機器の交換を支援する為、インディーゴーゴーを介してクラウドファンディングが行われ、その見返りとして開発されたピューを含む開発者による10作品の短編ゲームシリーズである。2016年6月には、Twineのプラットフォームを使用したテキストベースのアドベンチャーゲーム『The Temple of No』をリリース。
2015年9月に、ジャスティン・ロイランドがピューと共にHTC Viveのバーチャルリアリティーゲームに取り組んでいることを発表し、2016年にMicrosoft Windows向けのフリーゲーム『Accounting』をリリースした。ピューとロイランドのコラボレーションは、2015年9月にてTwitterでの偶然の会話の後に始まった。カリフォルニア州のRespawn Entertainmentのオフィスの近くにいたロイランドは、Respawn Entertainmentの誰かが『リック・アンド・モーティ』のファンであり、そのファンがロイランドにツアーを提供できるかどうかをTwitterにて呼びかけた。ピューはまだイギリスにいた間、Respawn Entertainmentで働くことについての嘘をつき、ロイランドにツアーを提供し、返事をするために手を差し伸べた。ピューはロイランドに、彼が恋しいと偽りさらにメッセージを送信したが、結局は大騒ぎすることになる。ロイランドは『The Stanley Parable』からピューを知っており、「奇妙なスイッチャー」全てに感銘を受ける。その後、ピューはロサンゼルスを飛び出し、そこでロイランドと共に1週間かけてゲームジャムを行い『Accounting』の基盤を開発した。そして、リモートで完全なゲームに作り上げている。

## 作品
- The Stanley Parable（2013年）
- Dr. Langeskov, The Tiger, and The Terribly Cursed Emerald: A Whirlwind Heist（2015年）
- The Magpie Collection（2015年）
- The Temple of No（英語版）（2016年）
- Accounting（英語版）（2016年）
- Accounting+（英語版）（2017年）
- The Stanley Parable: Ultra Deluxe（2022年）